# Glasgraben
Glasgraben är ett periodiskt vattendrag i Österrike.   Det ligger i förbundslandet Wien, i den östra delen av landet, 14 km väster om huvudstaden Wien.
I omgivningarna runt Glasgraben växer i huvudsak blandskog. Runt Glasgraben är det mycket tätbefolkat, med 3 134 invånare per kvadratkilometer.